# Ronde van Lombardije
De Ronde van Lombardije (Italiaans: Il Lombardia, voor 2012 Giro di Lombardia) is een eendaagse wielerklassieker die ieder najaar wordt verreden in en rond de Italiaanse regio Lombardije. Omdat de wedstrijd plaatsvindt aan het eind van het wielerseizoen, wordt hij ook wel "de koers van de vallende bladeren" (Italiaans: la corsa delle foglie morte, letterlijk "de koers van de dode bladeren") genoemd. Samen met Milaan-San Remo, de Ronde van Vlaanderen, Parijs-Roubaix en Luik-Bastenaken-Luik behoort de Ronde van Lombardije tot de Vijf monumenten.

## Geschiedenis
De Ronde van Lombardije werd in 1905 voor het eerst verreden onder de naam Milaan-Milaan. In 1907 werd de naam veranderd naar de huidige.
Tot 2004 behoorde de ronde tot de wereldbekerreeks en vaak werd pas in deze zware wedstrijd duidelijk wie de winnaar van de wereldbeker zou worden. Van 2005-2010 was de Ronde van Lombardije onderdeel van de UCI ProTour. Vanaf 2011 maakt hij deel uit van de UCI World Tour. Ook vroeger al was deze wedstrijd het sluitstuk van de Super Prestige en het toneel van bizarre strijd. In 1978 werd Bernard Hinault het 'slachtoffer' van samenwerkende Italiaanse ploegen die Francesco Moser aan de overwinning in de Super Prestige hielpen. Het jaar daarna nam Hinault echter sportief wraak door in slecht regenweer vroeg de aanval te zoeken en zowel de koers als de Super Prestige voor zich op te eisen.
Jarenlang en terug sinds 2024 was de Ronde van Lombardije de laatste klassieker van het Europese wielerseizoen. Tussen 2012 en 2023 echter werd de kalender omgewisseld met Parijs-Tours, waarmee in die periode het wielerseizoen op de weg met die koers werd afgesloten.

## Parcours
Het parcours van de Ronde van Lombardije is meerdere malen verlegd. De start-en finishplaatsen waren door de jaren heen:
| Jaren                       | Start                   | Finish         |
| --------------------------- | ----------------------- | -------------- |
| 1905–1960                   | Milaan                  | Milaan         |
| 1961–1984                   | Milaan                  | Como           |
| 1985–1989                   | Como                    | Milaan (Duomo) |
| 1990–1994                   | Monza                   | Monza          |
| 1995–2001                   | Varese                  | Bergamo        |
| 2002                        | Cantù                   | Bergamo        |
| 2003                        | Como                    | Bergamo        |
| 2004–2006                   | Mendrisio (Zwitserland) | Como           |
| 2007–2009                   | Varese                  | Como           |
| 2010                        | Milaan                  | Como           |
| 2011                        | Milaan                  | Lecco          |
| 2012–2013                   | Bergamo                 | Lecco          |
| 2014, 2016, 2021, 2023      | Como                    | Bergamo        |
| 2015, 2017–2020, 2022, 2024 | Bergamo                 | Como           |

Beklimmingen die regelmatig worden aangedaan zijn de Ghisallo (met op de top het kerkje Madonna del Ghisallo gewijd aan de beschermheilige van wielrenners), de  Berbenno (665 m), de Muur van Sormano (1105 m), de Civiglio (614 m) en San Fermo della Battaglia (397 m).

## Belgen en Nederlanders
De wedstrijd werd twaalf keer door een Belg gewonnen. In 1917 was Philippe Thys de eerste. Na hem volgden Rik Van Looy (1959), Emile Daems (1960), Herman Vanspringel (1968), Jean-Pierre Monseré (1969), Eddy Merckx (1971, 1972), Roger De Vlaeminck (1974, 1976), Fons De Wolf (1980) en Philippe Gilbert (2009, 2010). Merckx won een derde keer in 1973, maar deze overwinning werd hem enkele weken later ontnomen nadat hij positief testte op efedrine. Drie Nederlanders wonnen de koers: Jo de Roo in 1962 en 1963, Hennie Kuiper in 1981 en Bauke Mollema in 2019.

## Lijst van winnaars

### Meervoudige winnaars
| Overwinningen | Renner                   | Land        | Jaren                        |
| ------------- | ------------------------ | ----------- | ---------------------------- |
| 5             | Fausto Coppi             | Italië      | 1946, 1947, 1948, 1949, 1954 |
| 4             | Alfredo Binda            | Italië      | 1925, 1926, 1927, 1931       |
| 4             | Tadej Pogačar            | Slovenië    | 2021, 2022, 2023, 2024       |
| 3             | Henri Pélissier          | Frankrijk   | 1911, 1913, 1920             |
| 3             | Costante Girardengo      | Italië      | 1919, 1921, 1922             |
| 3             | Gaetano Belloni          | Italië      | 1915, 1918, 1928             |
| 3             | Gino Bartali             | Italië      | 1936, 1939, 1940             |
| 3             | Sean Kelly               | Ierland     | 1983, 1985, 1991             |
| 3             | Damiano Cunego           | Italië      | 2004, 2007, 2008             |
| 2             | Giovanni Brunero         | Italië      | 1923, 1924                   |
| 2             | Aldo Bini                | Italië      | 1937, 1942                   |
| 2             | Mario Ricci              | Italië      | 1941, 1945                   |
| 2             | Jo de Roo                | Nederland   | 1962, 1963                   |
| 2             | Franco Bitossi           | Italië      | 1967, 1970                   |
| 2             | Eddy Merckx              | België      | 1971, 1972                   |
| 2             | Felice Gimondi           | Italië      | 1966, 1973                   |
| 2             | Roger De Vlaeminck       | België      | 1974, 1976                   |
| 2             | Francesco Moser          | Italië      | 1975, 1978                   |
| 2             | Bernard Hinault          | Frankrijk   | 1979, 1984                   |
| 2             | Gianbattista Baronchelli | Italië      | 1977, 1986                   |
| 2             | Tony Rominger            | Zwitserland | 1989, 1992                   |
| 2             | Michele Bartoli          | Italië      | 2002, 2003                   |
| 2             | Paolo Bettini            | Italië      | 2005, 2006                   |
| 2             | Philippe Gilbert         | België      | 2009, 2010                   |
| 2             | Joaquim Rodríguez        | Spanje      | 2012, 2013                   |
| 2             | Vincenzo Nibali          | Italië      | 2015, 2017                   |

### Overwinningen per land
| Overwinningen | Land                                                                    |
| ------------- | ----------------------------------------------------------------------- |
| 69            | Italië                                                                  |
| 12            | België, Frankrijk                                                       |
| 5             | Zwitserland                                                             |
| 4             | Ierland, Nederland, Slovenië                                            |
| 2             | Spanje                                                                  |
| 1             | Colombia, Denemarken, Litouwen, Luxemburg, Rusland, Verenigd Koninkrijk |

### Winst door wereldkampioen
| Jaar | Wereldkampioen   |
| ---- | ---------------- |
| 1927 | Alfredo Binda    |
| 1965 | Tom Simpson      |
| 1971 | Eddy Merckx      |
| 1973 | Felice Gimondi   |
| 1982 | Giuseppe Saronni |
| 1998 | Oscar Camenzind  |
| 2008 | Paolo Bettini    |
| 2024 | Tadej Pogačar    |

2011 · 2012 · 2013 · 2014 · 2015 · 2016 · 2017 · 2018 · 2019 · 2020 · 2021 · 2022 · 2023 · 2024 · 2025
Tour Down Under · Great Ocean Road Race · Ronde van de Verenigde Arabische Emiraten · Omloop Het Nieuwsblad · Strade Bianche · Parijs-Nice · Tirreno-Adriatico · Milaan-San Remo · Ronde van Catalonië · Driedaagse Brugge-De Panne · E3 Harelbeke · Gent-Wevelgem · Dwars door Vlaanderen · Ronde van Vlaanderen · Ronde van het Baskenland · Parijs-Roubaix · Amstel Gold Race · Waalse Pijl · Luik-Bastenaken-Luik · Ronde van Romandië · Eschborn-Frankfurt · Ronde van Italië · Critérium du Dauphiné · Ronde van Zwitserland · Copenhagen Sprint · Ronde van Frankrijk · Clásica San Sebastián · Ronde van Polen · BEMER Cyclassics · Renewi Tour · Ronde van Spanje · Bretagne Classic · GP van Québec · GP van Montréal · Ronde van Lombardije · Ronde van Guangxi
1905 · 1906 · 1907 · 1908 · 1909 · 1910 · 1911 · 1912 · 1913 · 1914 · 1915 · 1916 · 1917 · 1918 · 1919 · 1920 · 1921 · 1922 · 1923 · 1924 · 1925 · 1926 · 1927 · 1928 · 1929 · 1930 · 1931 · 1932 · 1933 · 1934 · 1935 · 1936 · 1937 · 1938 · 1939 · 1940 · 1941 · 1942 · 1943 · 1944 · 1945 · 1946 · 1947 · 1948 · 1949 · 1950 · 1951 · 1952 · 1953 · 1954 · 1955 · 1956 · 1957 · 1958 · 1959 · 1960 · 1961 · 1962 · 1963 · 1964 · 1965 · 1966 · 1967 · 1968 · 1969 · 1970 · 1971 · 1972 · 1973 · 1974 · 1975 · 1976 · 1977 · 1978 · 1979 · 1980 · 1981 · 1982 · 1983 · 1984 · 1985 · 1986 · 1987 · 1988 · 1989 · 1990 · 1991 · 1992 · 1993 · 1994 · 1995 · 1996 · 1997 · 1998 · 1999 · 2000 · 2001 · 2002 · 2003 · 2004 · 2005 · 2006 · 2007 · 2008 · 2009 · 2010 · 2011 · 2012 · 2013 · 2014 · 2015 · 2016 · 2017 · 2018 · 2019 · 2020 · 2021 · 2022 · 2023 · 2024 · 2025